# Nattvakten (film, 1997)
Nattvakten är en amerikansk skräckfilm från 1997 i regi av Ole Bornedal.

## Om filmen
Nattvakten är nyinspelning av danska filmen Nattevagten från 1994.

## Rollista
- Ewan McGregor - Martin Bells
- Nick Nolte - Inspector Thomas Cray
- Patricia Arquette - Katherine
- Josh Brolin - James Gallman
- Lauren Graham - Marie
- Brad Dourif - Duty Doctor
- Alix Koromzay - Joyce
- Erich Anderson - Mr. Lowery